# Lea Michele
Lea Michele Sarfati, dite Lea Michele, est une actrice et chanteuse américaine née le 29 août 1986 à New York.
Elle commence sa carrière en se produisant dans des productions de Broadway comme Les Misérables, Ragtime, Un violon sur le toit et L'Éveil du printemps.
Elle accède ensuite à une importante notoriété et est révélée grâce à son rôle de Rachel Berry dans la série télévisée Glee de Ryan Murphy, entre 2009 et 2015. Son interprétation lui vaut, notamment, deux nominations aux Golden Globes ainsi qu'une nomination aux Emmy Awards et de nombreuses récompenses. Entre 2015 et 2016, elle travaille de nouveau avec Ryan Murphy pour interpréter Hester Ulrich dans la série télévisée qui mélange comédie et horreur, Scream Queens.
Elle a sorti son premier album solo pop, Louder, en 2014. Son second opus, Places, un clin d'œil à Broadway, sort en 2017.
En 2018, elle rejoint le télé crochet emblématique américain American Idol en tant que juge invité.

## Biographie

### Enfance et formation
Lea Michele est née dans le quartier du Bronx à New York. Elle est la fille unique de Marc Sarfati, un juif séfarade d'origine grecque, propriétaire de delicatessen, et d'Edith, une infirmière catholique pratiquante et d'origine italienne.
Elle grandit à Tenafly (New Jersey) et étudie à la Tenafly High School. Elle est ensuite admise à la Tisch School of the Arts de l'Université de New York.
Durant ses études, elle fait partie de l'équipe de volley-ball, de l'équipe de débat et participe à la chorale. Pendant son adolescence, studieuse et travailleuse, elle enchaîne les petits boulots et travaille notamment dans la charcuterie de son père,.

### Carrière

#### Débuts précoces et rôles à Broadway
Elle fait ses débuts sur scène à 8 ans dans la comédie musicale Les Misérables. Ce qui était au départ un remplacement pour le personnage de Cosette lance sa carrière. Souhaitant finir ses études, elle marque une courte pause. Elle rejoint ensuite une troupe pour une tournée de représentations de pièces comme Side by Side par Sondheim et The Who's Tommy.
Elle apparaît ensuite dans plusieurs autres spectacles musicaux dont Ragtime (en) en 1998. Cette même année, elle double l'un des personnages principaux du film d'animation Buster and Chanucey's Silent Night.
En 2004, elle rejoint la comédie musicale Un violon sur le toit et L'Éveil du printemps en 2006. Elle signe une prestation remarquée par la profession et se retrouve nommée aux Drama Desk Awards pour son rôle de Wendla Bergman dans cette dernière production.
C'est dans cette comédie musicale qu'elle est remarquée par Ryan Murphy, créateur de la série Nip/Tuck alors à la recherche du premier rôle féminin de sa nouvelle série, Glee.
Avant cela, la chanteuse multiplie les apparitions dans de nombreux spectacles pour Broadway, Off-Broadway et se fait un nom dans le milieu du théâtre,,. En 2008, elle renoue avec son tout premier rôle pour une nouvelle version des Misérables et signe une prestation saluée par la critique.

#### Révélation télévisuelle et musicaleGlee, succès critique et public

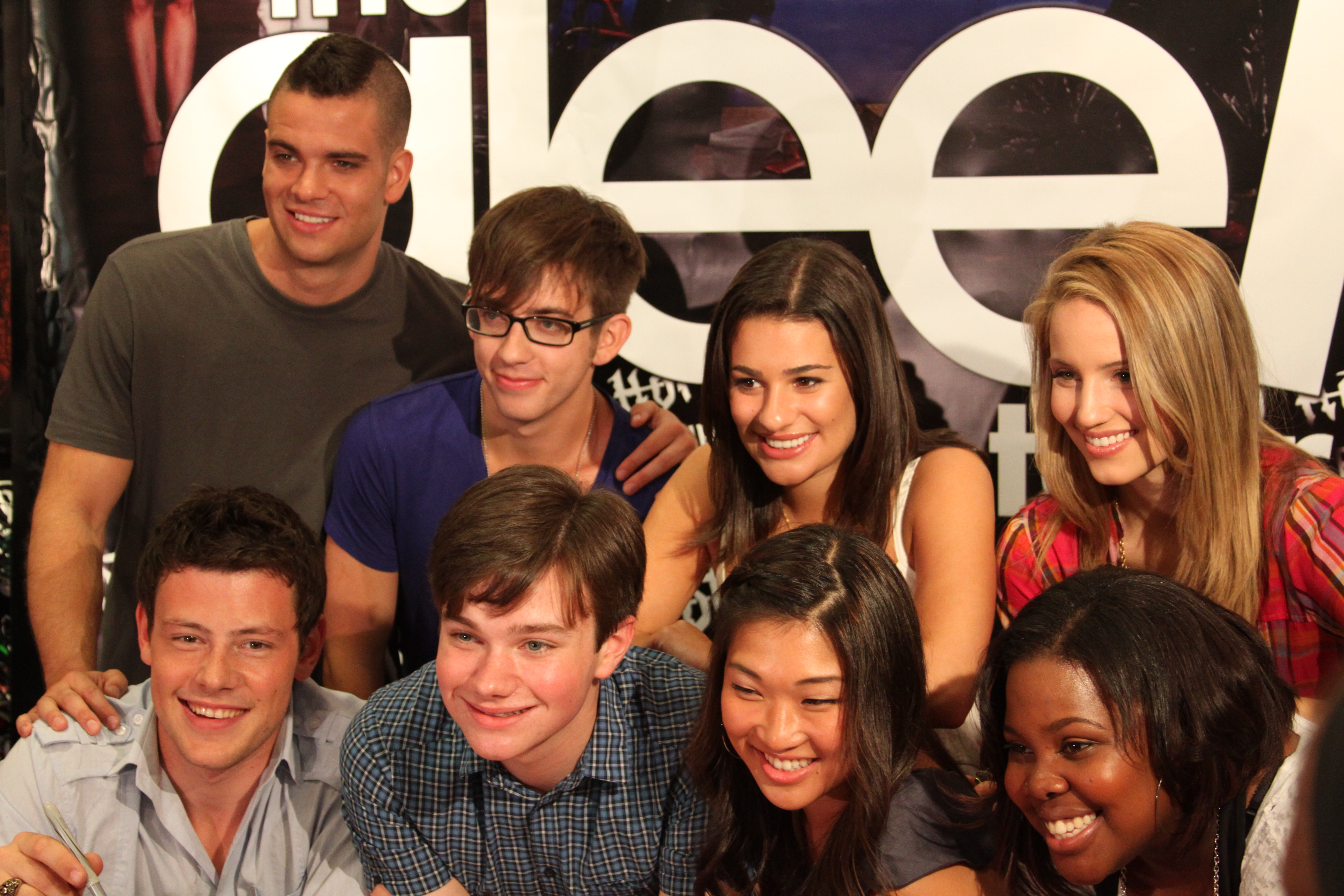
Les acteurs principaux de Glee en 2009.

En 2009, Lea Michele rejoint donc la série musicale de Murphy et y joue le personnage principal de Rachel Berry (en compagnie pour quelques épisodes de Jonathan Groff, son meilleur ami dans la vie, dans le rôle de Jesse St James). Cette série révèle l'actrice au grand public qui accède à une notoriété publique et à la reconnaissance critique de la profession. Elle et son partenaire Cory Monteith (Finn), ont été nommés dans la catégorie Summer's Must Songbirds de l'édition 2009 de Entertainment Weekly pour leurs rôles respectifs dans la série.

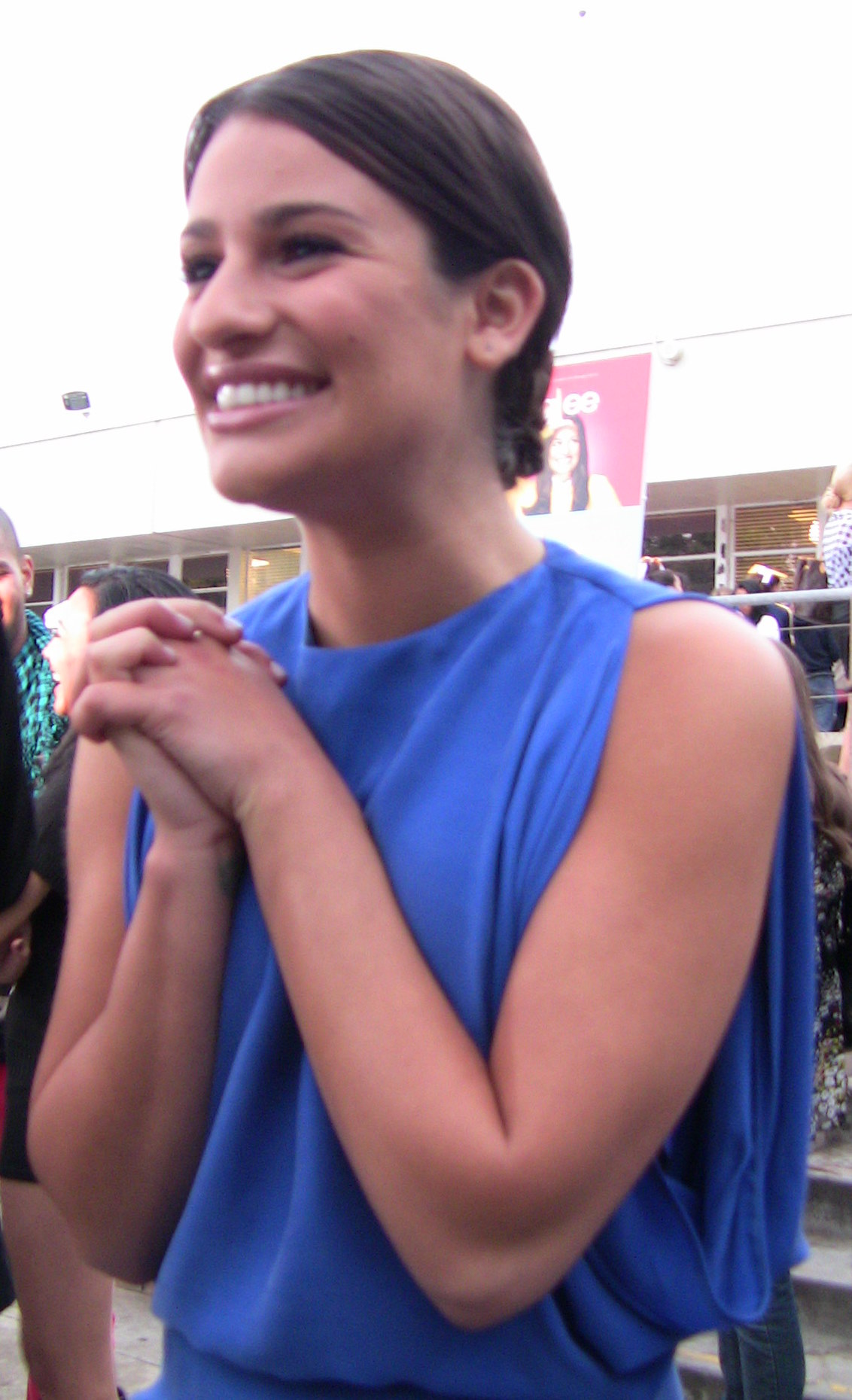
L'actrice à la présentation de la série télévisée Glee, en Californie, en 2009.

À titre personnel, l'actrice est saluée grâce à ses performances et son interprétation lors des cérémonies de remises de prix. Elle a par exemple, été nommée aux Golden Globes, pour un Emmy Awards (considérée comme l'équivalent des Oscars pour la télévision), elle a remporté un Satellite Awards ainsi qu'un Screen Actors Guild Award de la meilleure distribution pour une série télévisée comique.
En 2010, elle intègre la liste des 100 célébrités les plus influentes selon le magazine Time. En décembre de cette année, elle reçoit son premier Billboard's Triple Treat Award. Plusieurs des chansons qu'interprète l'actrice et chanteuse sont commercialisées sous forme de single et disponibles sur les plateformes de téléchargement légal. Elles atteignent souvent les hauteurs du classement. Sa reprise de Gives You Hell atteint la première place du top 40 des Billboard Hot 100. Elle a été élue meilleure chanteuse de 14 morceaux sur les 20 au total que compte l'édition 2010 de Glee.

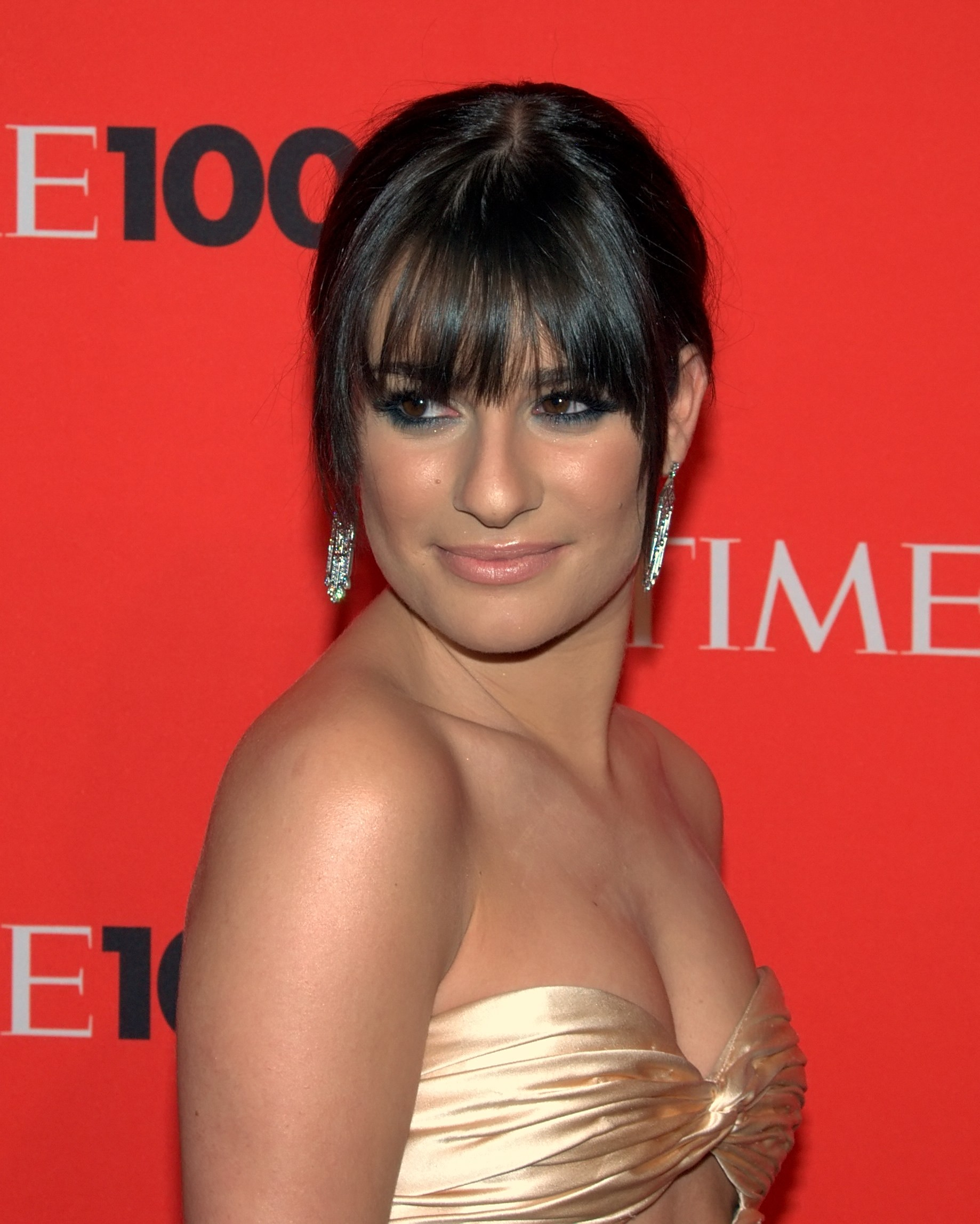
Lea Michele, lors du Time 100 Gala, en 2010.

En mai 2010, Michele et l'ensemble du casting de la série télévisée, entreprennent une tournée musicale aux États-Unis. L'engouement est tel que le show fait l'objet d'un film, commercialisé en 2011, Glee, le concert 3D de Kevin Tancharoen, qui reçoit un accueil critique positif,.
Elle a chanté America the Beautiful lors de la 45e édition du Super Bowl opposant l'équipe des Packers de Green Bay aux Steelers de Pittsburgh le 6 février 2011 au Cowboys Stadium d'Arlington (Texas),.

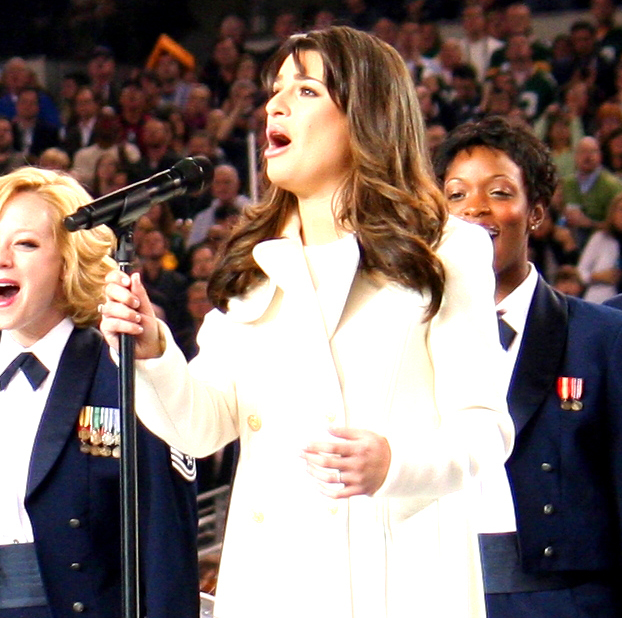
Lors du Super Bowl XLV 2011.

La même année, elle joue dans son premier long métrage pour la comédie romantique chorale Happy New Year de Garry Marshall. Le casting est composé d'une pléiade de stars comme Ashton Kutcher, Robert De Niro, Hilary Swank, Halle Berry, Michelle Pfeiffer, Zac Efron et d'autres. Ce film lui permet de nouer avec les hauteurs du box office, à défaut de convaincre réellement la critique.
Elle est aussi nommée pour deux Grammy Awards dans la catégorie Meilleure performance Pop par un groupe ou un duo et Meilleure compilation pour Glee: The Music, Volume 1.
Égérie de la marque Hewlett-Packard, elle a également tourné une publicité pour Dove et une autre pour Nike. En 2012, elle devient l'ambassadrice de la marque Candie's, succédant ainsi à Britney Spears et Vanessa Hudgens dans ce rôle,,. Elle devient, également en 2012, la nouvelle égérie de L'Oréal,,,.
À partir de 2012, elle remporte le People's Choice Awards de la meilleure actrice dans une série télévisée comique ou musicale, jusqu'en 2014. Cette même année, elle remporte le Teen Choice Awards de la meilleure actrice dans une série télévisée comique ou musicale. Un titre qu'elle décrochera successivement en 2014 et 2015.

#### Premier albumLouderetScream Queens

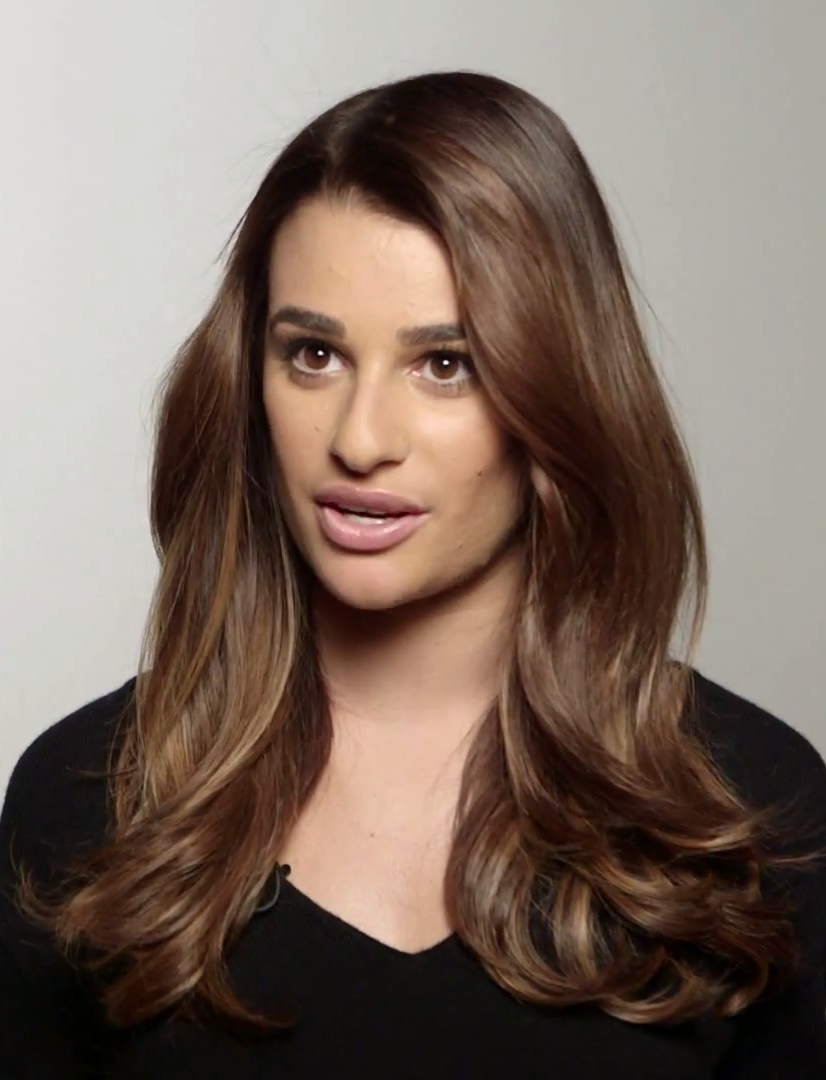
Pub de L’Oréal Paris 2014.

En tant que chanteuse, elle signe un contrat avec Columbia Records en 2012. Son premier single Cannonball, écrit par Sia, sort le 10 décembre 2013,, et le clip est sorti le 15 avril 2014 ; le titre est extrait de son premier album solo, Louder, qui sort le 4 mars 2014. Le premier single se vend à plus de 51 000 exemplaires lors de sa première semaine de vente. L'album s'écoule, lui, à plus de 60 000 exemplaires. Son second single, On My Way sort le 4 mai 2014 est et suivi d'un clip le 19 mai 2014. Elle alterne ensuite titres pop et puissante ballades avec Battlefield, Louder, What is Love? et You're Mine,,,.
Son autobiographie, Brunette Ambition, est sorti le 13 mai 2014 aux États-Unis chez Harmony Books, quelques jours après le long métrage d'animation Legends of Oz: Dorothy's return de Dan St. Pierre (en) et Will Finn, dans lequel elle prête sa voix au personnage de Dorothy Gale. Elle y livre des anecdotes sur sa vie privée comme le fait qu'elle soit sorti avec Matthew Morrison il y a quelques années,. Son livre entre à la neuvième position de la liste des best-seller aux États-Unis, une semaine après son lancement. Dans un classement créé par le célèbre The New York Times Magazine, il rentre à la troisième position des meilleures ventes. Face à ce succès, elle publiera un second ouvrage, intitulé You First: Journal Your Way to Your Best Life, en septembre 2015
Elle apparaît aussi en tant que guest-star dans un épisode de la série télévisée Sons of Anarchy.Juste après l'arrêt de sa série musicale, l'actrice fait de nouveau confiance à Ryan Murphy et le suit dans sa nouvelle série d'anthologie Scream Queens, de 2015 à 2016, qui lui permet de combiner comédie et horreur.  L'actrice incarne la sociopathe Hesther Ulrich. Son interprétation est remarquée et lui permet d'être citée pour le People's Choice Awards de l'actrice préférée dans une nouvelle série télévisée ainsi que pour deux Teen Choice Awards (meilleur méchant et meilleure actrice).

#### Second albumPlacesetThe Mayor
Trois ans après Louder, elle sort son second album, en avril 2017, intitulé Places dans lequel elle montre les influences de Broadway sur sa musique. La chanteuse décrit l'album comme un retour à ses racines théâtrales. En janvier 2017, elle se produit lors d'une mini tournée nommée An Intimate Evening with Lea Michele, afin de défendre et promouvoir ce second opus. La tournée s'exporte ensuite au Royaume-Uni, en Amérique du Nord. Le premier single Love Is Alive est publié le 3 mars 2017. Trois singles promotionnels sont ensuite commercialisés : Anything's Possible, Run to You et Getaway Car. Places débute à la 28e place du Billboard 200, pour près de 20.000 ventes, un démarrage nettement en deçà des attentes, principalement dû à un virage musical moins commercial mais il est en revanche salué par les critiques,.
En avril 2017, elle apparaît dans un épisode de la série d'anthologie de science fiction, Dimension 404 aux côtés de Robert Buckley et Joel McHale. En mai 2017, la série Scream Queens est annulée, à la suite d'une baisse des audiences significative et à la difficulté de trouver un plausible scénario.

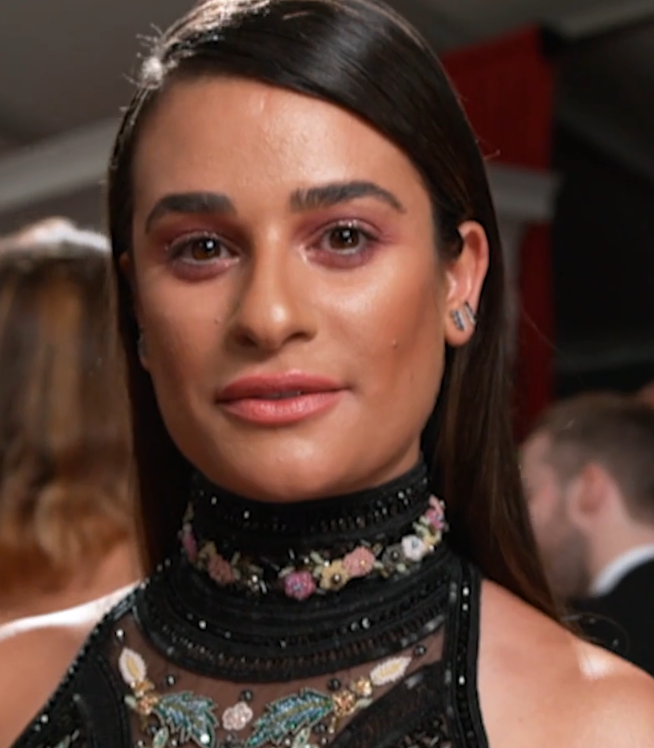
Lors de la cérémonie des Grammy Awards, en 2017.

L'actrice rebondit aussitôt et intègre la distribution principale de la série télévisée The Mayor, elle incarne Valentina, une jeune femme prude, ambitieuse qui rêve de politique. Il s'agit de l'une des proches du personnage principal de cette série diffusée sur le réseau ABC. Le show suit le quotidien de Courtney Rose, un rappeur méconnu du public devenu du jour au lendemain maire de sa ville. Cette comédie sociale et politique est cependant un échec d'audiences. Lancée en septembre 2017, la production décide d'annuler la série en début d'année 2018,.
En février 2018, elle annonce sur les réseaux sociaux, une mini tournée américaine pour promouvoir et défendre son album Places. Peu de temps après, elle annonce que ce sera une tournée en collaboration avec Darren Criss, son ancien partenaire de jeu dans Glee.

#### American IdoletChristmas in the City
Cette même année, elle rejoint les juges du télé-crochet musical American Idol, succédant à des vedettes comme Mariah Carey et Jennifer Lopez. Le premier épisode de cette émission a été diffusé en 2002 et la production mise sur un nouveau concept et un casting de référence. L'édition verra 24 nouveaux participants s'affronter pour le titre et cette fois-ci, ils auront l'appui d'une star de la pop culture.
En mai 2019, à l'occasion du 30e anniversaire du long métrage d'animation La Petite Sirène, Lea Michele incarne Ariel dans une comédie musicale diffusée à la télévision américaine,.
En septembre 2019, elle annonce la sortie de son album de reprises de Noël nommé Christmas in the City. Le 1er single de cet album, It's The Most Wonderful Time of the Year, sort le vendredi 20 septembre 2019. Dans le même temps, elle joue le premier rôle dans un téléfilm de Noël, Same Time, Next Christmas.
Accusations
À la suite de la mort de George Floyd, Lea Michele exprime son soutien aux mouvements Black Lives Matter sur Twitter. Son ancienne partenaire de Glee, Samantha Ware, dénonce alors les comportements de Lea Michele à son encontre. Leurs co-stars confirment ses dires et témoignent également de ses agissements peu bienveillants. Lea Michele publie alors un long message d'excuse sur Instagram, en soutenant qu'elle ne se souvenait pas d'avoir agi de la sorte. Plusieurs commentaires de personnes publiques, qui témoignaient dans le sens de Samantha Ware, sont supprimés. Lea Michele finit par fermer l'accès aux commentaires sous certaines de ses publications, dont celle-ci.

#### Confirmation à Broadway après le scandale
Le 11 juillet 2022, elle annonce sur son compte Instagram avoir décroché le rôle de Fanny Brice dans la comédie musicale de Broadway Funny Girl. Ce rôle représente une concrétisation pour elle, ainsi que pour ses fans puisque c'est également le rôle dont rêvait son personnage dans la série Glee.

## Vie privée
Elle est pesco-végétarienne et soutient activement l'organisation PETA, en s'engageant notamment contre les promenades en calèche proposées à New York.
Lorsque Lea Michele avait 19 ans, sa mère a été diagnostiquée d'un cancer de l'utérus. Elle a reçu un traitement au Memorial Sloan Kettering Cancer Center à New York.
En 2007, elle a entretenu une brève relation avec Matthew Morrison, son partenaire dans Glee, à l'époque où ils se produisaient à Broadway,.
Elle rencontre Theo Stockman, connu pour ses rôles dans diverses comédies musicales de Broadway, en 2009 et se mettent en couple en avril 2010 avant de se séparer 1 an après.

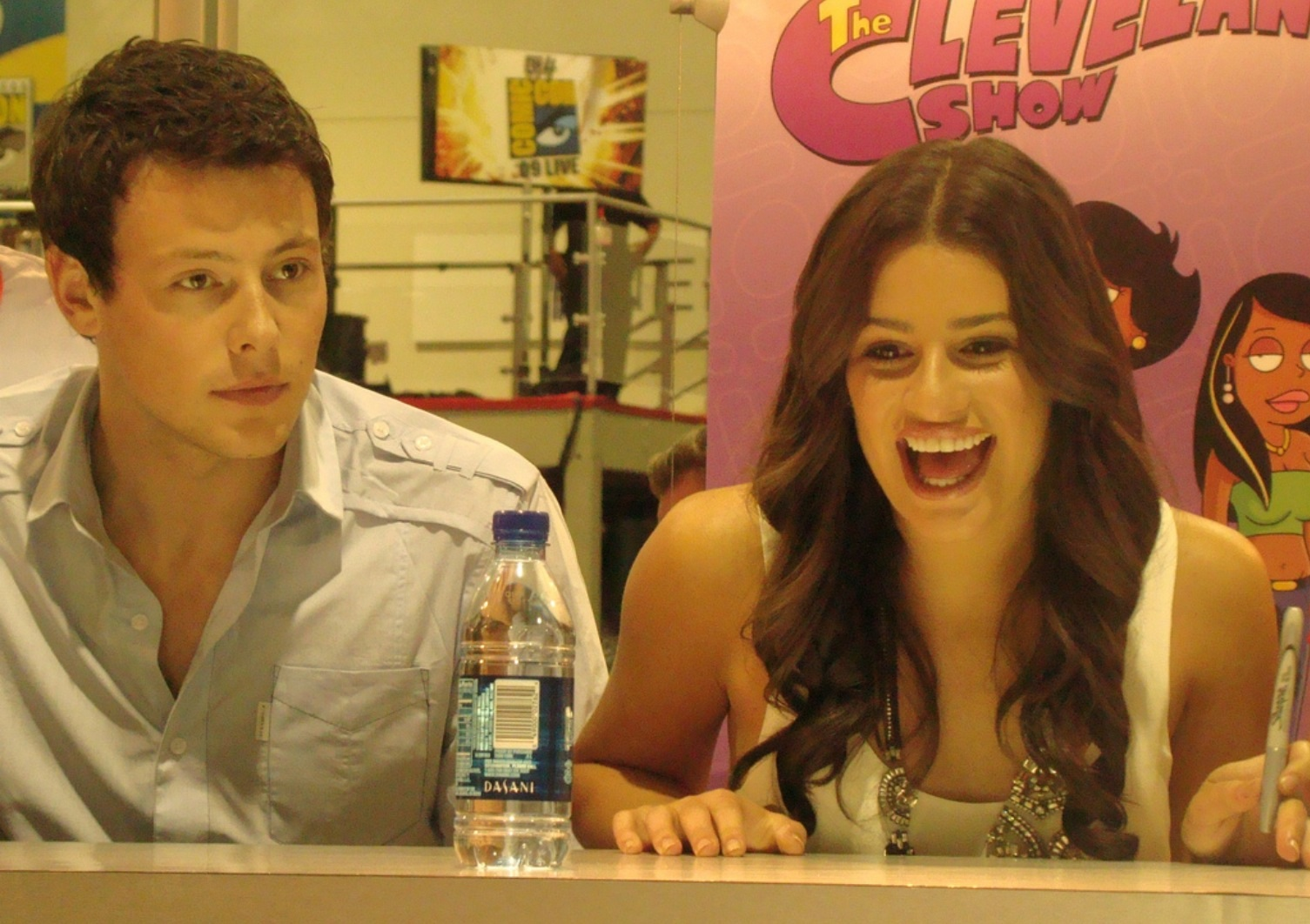
Cory Monteith et Lea Michele, au Comic-Con de San Diego, en 2009.

Elle est en couple avec Cory Monteith, son partenaire dans Glee de novembre 2011 jusqu'au décès de ce dernier le 13 juillet 2013, elle lui dédie sa récompense de meilleure actrice dans une comédie aux Teen Choice Awards 2013,,, ainsi que deux chansons dans son album Louder (2014) : You're Mine et If You Say So où elle évoque leurs derniers mots échangés. Lui rendant régulièrement hommage sur les réseaux sociaux, elle se fait tatouer en avril 2016 un 5, numéro que portait le personnage joué par Monteith dans Glee (Finn Hudson) en tant que quarterback de l'équipe de football du lycée.
Environ un an après le décès de Cory Monteith, elle a une relation avec Matthew Paetz, rencontré sur le tournage du clip On my Way. Ils se séparent en février 2016 après presque deux ans de relation,.
En août 2016, entièrement nue, elle fait la Une de l'édition britannique du magazine Women's Health.
Depuis juillet 2017, elle est en couple avec un ami de longue date, nommé Zandy Reich. Elle annonce leurs fiançailles le 28 avril 2018 sur les réseaux sociaux. Ils se marient le 9 mars 2019. Son fils, Ever Leo Reich, nait le 20 août 2020. Le 28 mars 2024, elle annonce attendre son deuxième enfant. À l’occasion de la fête des mères, le 12 mai 2024, elle annonce attendre une fille. Sa fille, Emery Sol Reich, naît le 22 août 2024. 

### Philanthrope
Cares/Equity Fights AIDS, en décembre 2007 au Lucille Lortel Theatre.
Elle défend les droits des animaux. En 2008, elle apparaît dans une des campagnes promotionnelles de l'association PETA. Cette même année, elle participe à une comédie musicale Alive in the World pour récolter des fonds pour l'association Twin Tower Orphan Fund. En 2010, elle renouvelle son engagement pour PETA et apparaît dans une campagne contre la fourrure. En septembre de cette année, l'association l'honore pour son travail et son soutien à cette cause.
Militante de la communauté LGBT, elle joue dans True Colors Cabaret afin de récolter des fonds pour une association.  
Elle est ambassadrice du programme Women of Worth de L'Oreal depuis décembre 2012. En juin 2013, elle co-organise l'ouverture des magasins Feed America for Target stores. Les bénéfices de cet événement sont reversés à Feeding America.  
En avril 2014, Michele et Darren Criss jouent ensemble lors du 19e Taste for a Cure pour la fondation Jonsson Cancer Center. En octobre, elle s'est associée à Evian pour encourager les femmes à effectuer leurs propres examens mammaires et sensibiliser au cancer du sein. En février 2016, l'actrice et chanteuse collabore avec Burt's Bees afin de sensibiliser le grand public au déclin de la population des abeilles.
En juin 2016, à la suite des terribles attentats d'Orlando dans une boîte gay, elle rejoint une pléiade d'artistes participant à une vidéo en hommage aux victimes. Elle continue de soutenir l'association Step Up et participe à son événement annuel.

## Théâtre

### Broadway
- 1995 - 1996 : Les Misérables : Cosette jeune
- 1998 - 1999 : Ragtime (en) : la petite fille[n 3]
- 2004 - 2006 : Un violon sur le toit : Shprintze
- 2006 - 2008 : L'Éveil du printemps : Wendla[n 4],[104]
- 2022 - 2023 : Funny girl : Fanny Brice

### Concerts et événements
- 2004 : Broadway Eastern Bonnet : Sprintze (avec la distribution dAvenue Q et d'Un violon sur le toit)
- février 2005 : Spring Awakening : Wendla (Lincoln Center)
- janvier 2008 : Alive in the World : Phoebe
- 2008 : Broadway Eastern Bonnet : Wendla (avec la distribution de Spring Awakening)
- février-avril 2008 : Feinsteins[105]
- avril 2008 : Flopz n' cutz Concert avec Landon Beard (Joe's Pub)[106]
- août 2008 : Les Misérables : Eponine (Hollywood Bowl)[107]
- août 2008 : Upright Cabaret[108]
- septembre 2008 : Broadway Chance Style : Up Close & Personal
- décembre 2008 : Spring Awakening Holiday Benefit Concert (Joe's Pub)[109]
- novembre 2009 : Human Rights Campaign
- novembre 2009 : True Colors Benefit avec Jonathan Groff
- mai 2010 : Glee Live! In Concert!  (Phoenix, Los Angeles, Chicago, New York City)
- octobre 2010 : The Rocky Horror Picture Show, 35th Anniversary to Benefit The Painted Turtle : Janet Weiss (Los Angeles)[110]
- juin 2011 : Glee Live! In Concert! (New York, Londres)
- mai 2019 : The Little Mermaid: An Immersive Live-to-Film Concert Experience de Richard Kraft et Kenneth Shapiro : Ariel[111]

### Autres
- 2006 : The Diary of Anne Frank : Anne Frank (Washington D.C.)[112]
- septembre 2006 : Hot and Sweet : Naleen[113]
- Samson and Delilah : Delilah[107]
- King : Anisette[107]
- Wuthering Heights : Lucy[107]
- juillet 2008 : Nero : Octavia[114]

## Filmographie

### Cinéma
- 1998 : Buster and Chanucey's Silent Night de Buzz Potamkin : Christina (voix originale, vidéofilm)
- 2011 : Happy New Year de Garry Marshall : Elise
- 2011 : Glee, le concert 3D de Kevin Tancharoen : Rachel Berry
- 2013 : Legends of Oz: Dorothy's Return de Will Finn et Dan St. Pierre (en) : Dorothy Gale (voix originale)

### Télévision

#### Séries télévisées
- 2000 : New York 911 : Sammi (saison 1, épisode 19)
- 2009-2015 : Glee : Rachel Berry (121 épisodes)
- 2011 : The Cleveland Show : Rachel Berry (voix - saison 2, épisode 11)
- 2014 : Sons of Anarchy : Gertie (saison 7, épisode 6)
- 2015-2016 : Scream Queens : Hester « La minerve / Chanel #6 » Ulrich (23 épisodes)
- 2017 : Dimension 404 (en) : Amanda (saison 1, épisode 1)
- 2017 : The Mayor : Valentina Barella (saison 1, 13 épisodes)

#### Téléfilm
- 2019 : D'un Noël à l'autre (Same Time, Next Christmas) de Stephen Herek : Olivia Henderson

## Discographie

### Albums studio
- 2014 : Louder
- 2017 : Places
- 2019 : Christmas in the City
- 2021 : Forever

### Influences
Son idole est Barbra Streisand, dont elle a suivi la voie en refusant de subir une rhinoplastie à l'adolescence. Dans la série télévisée Glee, elle reprend plusieurs de ses chansons : Papa Can You Hear Me? (Yentl), Don't Rain on My Parade, Somewhere et My Man, Being Good Isn't Good Enough et Who Are You Now (Funny Girl).

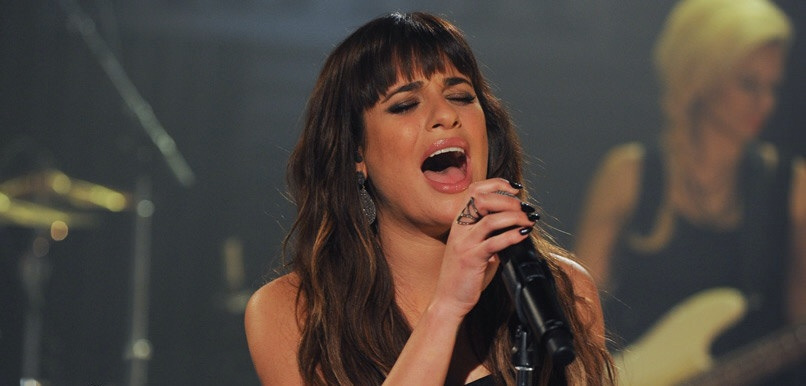
La chanteuse en promotion pour son premier album, Louder, en 2014, au Walmart Soundcheck.

L'actrice et chanteuse multi récompensée aux Tony Awards, Audra McDonald, fait également partie de ses plus grandes inspirations et elle rêve d'une carrière identique. Michele la considère comme : 

« Probablement l'une des meilleures chanteuses du monde, avec Barbra. Je ne pense pas qu'elle ait une idée de l'influence qu'elle a eu sur moi. Je dirais que 80 % de mes connaissances et capacités musicales viennent d'elle. Comment respirer, comment réchauffer sa voix. Toutes mes croyances ont été inculquées par sa carrière et son talent. »

Les chanteuses Alanis Morissette, Céline Dion, Lorde et Sia font partie de cette liste d'inspirations massives,.
La chanteuse a reçu des éloges de la part des critiques sur sa voix de soprano. Elles décrivent une voix quasi parfaite et d'une rare justesse en live, capable de réaliser des performances puissantes et émotionnellement riche,.

## Distinctions

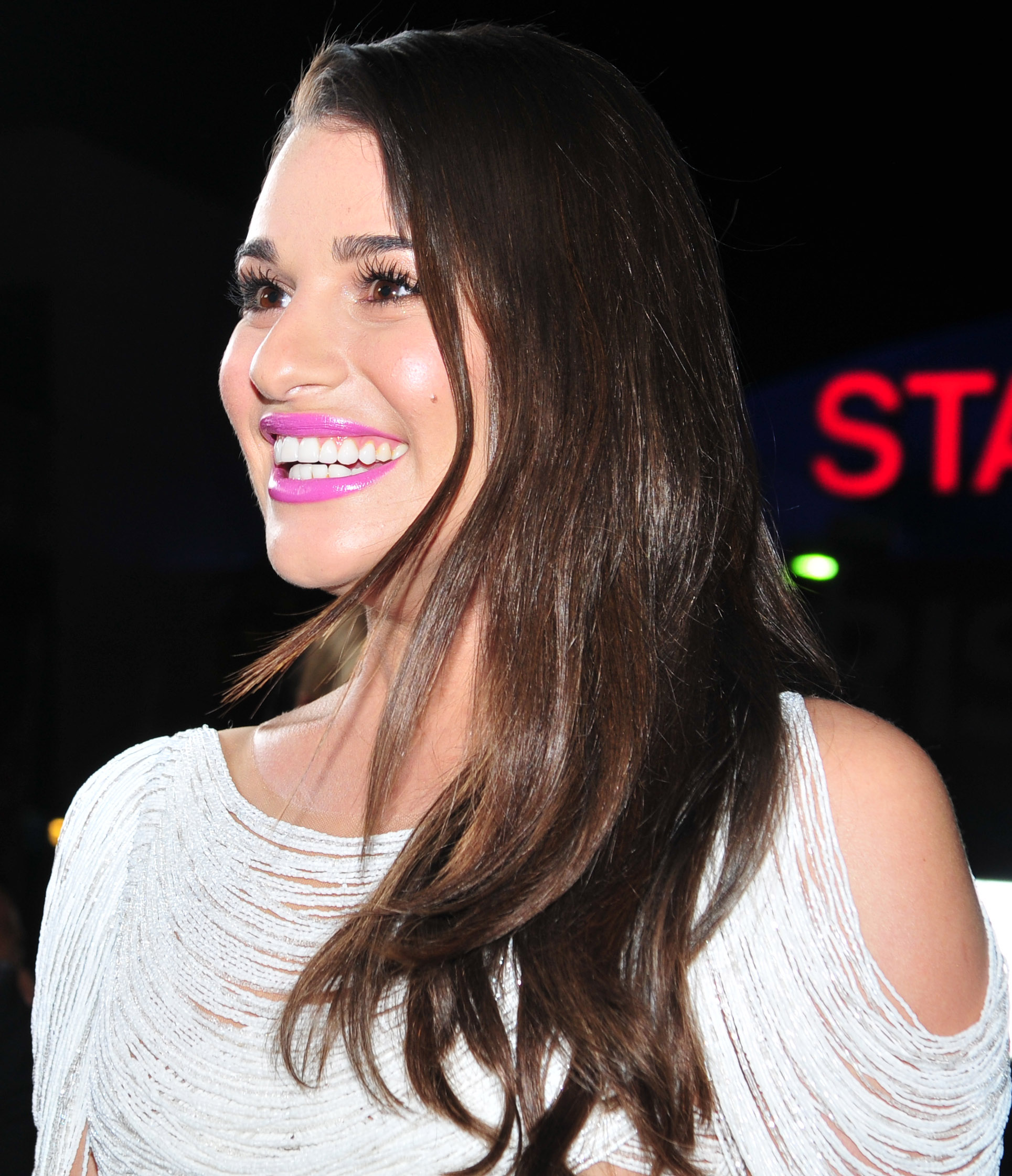
Lea Michele élue Actrice préférée dans une série télévisée comique pour Glee (2009-2015) pour le rôle de Rachel Berry. aux People's Choice Awards 2012.

### Récompenses
- Broadway.com Audience Awards 2007 :
  - Meilleure révélation féminine pour L'Éveil du printemps
  - Duo favori sur scène pour L'Éveil du printemps - partagé avec Jonathan Groff
- Grammy Awards 2008 : Meilleur album pour une comédie musicale (L'Éveil du printemps) - partagé avec le reste de la distribution
- Satellite Awards 2009 : Meilleure actrice dans une série télévisée comique ou musicale pour Glee
- Billboard's Women in Music Triple Threat Awards 2010 : artiste de l'année
- Glamour Woman of the Year Awards 2010 : femme de l'année
- PETA's 30th Anniversary Gala and Humanitarian Awards 2010
- Screen Actors Guild Awards 2010 : Meilleure distribution dans une série télévisée pour Glee
- People's Choice Awards 2012 : Actrice préférée dans une série télévisée comique pour Glee
- Teen Choice Awards 2012 : Meilleure actrice dans une série télévisée comique ou musicale pour Glee
- People's Choice Awards 2013 : Actrice préférée dans une série télévisée comique pour Glee
- Teen Choice Awards 2013 : Meilleure actrice dans une série télévisée comique ou musicale pour Glee
- People's Choice Awards 2014 : Copines préférées dans une série télévisée pour Glee, prix partagé avec Naya Rivera
- Teen Choice Awards 2014 : Meilleure actrice dans une série télévisée comique pour Glee
- Teen Choice Awards 2015 : Meilleure actrice dans une série télévisée comique pour Glee

### Nominations
- Drama Desk Awards 2007 : Meilleure actrice dans une comédie musicale pour L'Éveil du printemps[8]
- Teen Choice Awards 2009 : Meilleure révélation féminine dans le rôle de Rachel Berry dans une série télévisée comique pour Glee
- Gay and Lesbian Entertainment Critics Association 2010 : Meilleure actrice dans le rôle de Rachel Berry dans une série télévisée comique pour Glee
- Golden Globes 2010 : meilleure actrice dans une série télévisée musicale ou comique dans le rôle de Rachel Berry pour Glee
- Gold Derby Awards 2010 :
  - Meilleure actrice dans le rôle de Rachel Berry dans une série télévisée comique pour Glee
  - Interprétation de l'année
  - Meilleure distribution dans une série télévisée comique pour Glee
- Kids' Choice Awards 2010 : Meilleure actrice dans le rôle de Rachel Berry dans une série télévisée comique pour Glee
- Primetime Emmy Awards 2010 : Meilleure actrice dans le rôle de Rachel Berry dans une série télévisée comique pour Glee
- NewNowNext Awards 2010 : Meilleure actrice dans le rôle de Rachel Berry dans une série télévisée comique pour Glee
- Online Film and Television Association 2010 : Meilleure actrice dans le rôle de Rachel Berry dans une série télévisée comique pour Glee
- Satellite Awards 2010 : Meilleure actrice dans le rôle de Rachel Berry dans une série télévisée comique pour Glee
- Teen Choice Awards  2010 : 
  - Meilleure actrice dans le rôle de Rachel Berry dans une série télévisée comique pour Glee
  - Meilleure communauté de fans dans le rôle de Rachel Berry dans une série télévisée comique pour Glee
- Festival de Monte-Carlo 2011 : Meilleure actrice dans le rôle de Rachel Berry dans une série télévisée comique pour Glee
- Grammy Awards 2011 :
  - Meilleure interprétation pop pour un groupe ou un duo (Don't Stop Believin' - Regionals Version dans Glee), partagé avec le reste de la distribution
  - Meilleure bande originale pour un film, une série ou autre média (Glee: The Music, Volume 1), partagé avec le reste de la distribution
- Golden Globes 2011 : meilleure actrice dans une série télévisée musicale ou comique pour Glee
- Screen Actors Guild Awards 2011 : Meilleure distribution dans une série télévisée pour Glee
- Screen Actors Guild Awards 2012 : Meilleure distribution dans une série télévisée pour Glee
- Teen Choice Awards 2012 : Meilleure voleuse de vedette dans un film pour Happy New Year
- TV Guide Awards 2012 : Meilleure couple dans une série télévisée pour Glee, nomination partagée avec Cory Monteith
- Bravo Otto 2013 : Meilleure actrice dans une série télévisée pour Glee
- Screen Actors Guild Awards 2013 : Meilleure distribution dans une série télévisée pour Glee
- Gay and Lesbian Entertainment Critics Association 2014 : Performance musicale télévisuelle de l'année pour Glee
- People's Choice Awards 2014 : Actrice préférée dans une série télévisée comique pour Glee
- Young Hollywood Awards 2014 : Artiste pluridisciplinaire de l'année
- Behind the Voice Actors Awards 2015 : Meilleure performance vocale féminine dans un film pour Legends of Oz: Dorothy's Return
- People's Choice Awards 2016 : Actrice préférée dans une nouvelle série télévisée pour Scream Queens
- Teen Choice Awards 2016 :
  - Meilleur méchant dans une série télévisée pour Scream Queens
  - Meilleure actrice dans une série télévisée comique pour Scream Queens